# Jonas Urbig
Jonas Kurt Urbig (sinh ngày 8 tháng 8 năm 2003) là cầu thủ bóng đá chuyên nghiệp người Đức hiện đang thi đấu ở vị trí thủ môn cho câu lạc bộ bóng đá Bayern Munich tại Bundesliga và đại diện cho đội tuyển trẻ quốc gia Đức.

## Sự nghiệp câu lạc bộ
Urbig gia nhập học viện trẻ của câu lạc bộ vào năm 2012 sau khi tham gia buổi tập thử tại 1. FC Köln. Anh tiếp tục chơi cho các đội trẻ của Köln. Vào tháng 1 năm 2023, anh gia nhập đội bóng 2. Bundesliga Jahn Regensburg dưới dạng cho mượn. Anh có lần đầu ra sân chuyên nghiệp trong trận thua 2–0 trước Darmstadt 98 và trở thành thủ môn bắt chính của Regensburg. Anh trở lại câu lạc bộ chủ quản vào cuối mùa giải 2022–23 sau khi Regenbsurg không tránh khỏi việc xuống hạng 3. Liga.
Vào tháng 7 năm 2023, 1. FC Köln thông báo rằng Urbig đã gia hạn hợp đồng đến năm 2026 và anh sẽ gia nhập câu lạc bộ 2. Bundesliga Greuther Fürth theo hợp đồng cho mượn kéo dài một năm.
Vào ngày 27 tháng 1 năm 2025, Urbig đã ký hợp đồng có thời hạn bốn năm rưỡi với Bayern Munich. Vào ngày 5 tháng 3, anh ra mắt ở vòng 16 đội Champions League khi vào sân thay cho Manuel Neuer và giữ sạch lưới trong chiến thắng 3–0 trên sân nhà trước Bayer Leverkusen. Ba ngày sau, anh ra mắt Bundesliga trong trận thua 3–2 trên sân nhà trước VfL Bochum mặc dù anh được khen ngợi vì màn trình diễn của mình. Vào ngày 11 tháng 3, anh ra mắt đội hình xuất phát Champions League, trong chiến thắng 2–0 trên sân khách trước Bayer Leverkusen ở vòng 16 đội lượt về.

## Đời tư
Jonas Kurt Urbig sinh ngày 8 tháng 8 năm 2003 tại Euskirchen, bang Nordrhein-Westfalen, Đức. Cha mẹ anh là Martina và Kurt Urbig, một cựu thủ môn từng chơi cho câu lạc bộ bóng đá nghiệp dư TSC Euskirchen.

## Sự nghiệp quốc tế
Urbig đang đại diện cho Đức với tư cách là tuyển thủ thủ trẻ quốc tế, bắt đầu với đội tuyển U-17 quốc gia và hiện đang chơi cho đội tuyển U-21 quốc gia.

## Danh hiệu
Bayern Munich
- Bundesliga: 2024–25[8]
- Franz Beckenbauer Supercup: 2025[9]

FC Köln
- 2. Bundesliga: 2024–25[10]